# Anglické nemetropolitní distrikty

Anglické nemetropolitní distrikty (2021)

Nemetropolitní distrikty jsou jednou z úrovní anglické samosprávy, zahrnující oblasti v nemetropolitních hrabstvích (mimo Velký Londýn a oblast metropolitních hrabství). Od 1. dubna 1974 vzniklo 296 těchto distriktů.
V 90. letech 20. století byla vytvořena některá nemetropolitní hrabství, která mají rovněž status nemetropolitních distriktů. Dalším případem jsou distrikty v hrabství Berkshire, které jsou nemetropolitními distrikty a zároveň i samostatné správní celky (protože rada hrabství Berkshire byla zrušena). V současné době po různých úpravách a spojeních existuje 284 nemetropolitních distriktů.
Správní orgány nemetropolitních hrabství a distriktů mají rozdělené pravomoci s ohledem na efektivitu řízení dané agendy. Rady distriktů jsou zodpovědné za místní plánování, stavební dozor, místní komunikace, bytovou výstavbu, životní prostředí, trhy, sběr a třídění odpadu, údržbu hřbitovů a krematorií, parky, volný čas a turistiku. Rady hrabství řídí činnosti na větším území většinou finančně náročnější jako jsou vzdělání, sociální služby, knihovny, hlavní dopravní tahy, veřejnou dopravu, policejní a požární ochranu a strategické plánování.
Seznam nemetropolitních hrabství a distriktů, mimo statutárních měst a distriktů hrabství Berkshire (nemá radu hrabství) a Herefordshire, Isle of Wight a Rutland, která nejsou rozdělena na distrikty.
| Nemetropolitní hrabství | Nemetropolitní distrikty (mimo výjimky viz výše) |
| ----------------------- | --- |
| Bedfordshire            | Bedford (distrikt) • Mid Bedfordshire • South Bedfordshire                                                                                           |
| Buckinghamshire         | South Bucks • Chiltern • Wycombe • Aylesbury Vale |
| Cambridgeshire          | Cambridge • South Cambridgeshire • Huntingdonshire • Fenland • East Cambridgeshire                                                                   |
| Cheshire                | Ellesmere Port a Neston • Chester • Crewe a Nantwich • Congleton • Macclesfield • Vale Royal                                                         |
| Cornwall                | Penwith • Kerrier • Carrick • Restormel • Caradon • North Cornwall                                                                                   |
| Cumbria                 | Barrow-in-Furness • South Lakeland • Copeland • Allerdale • Eden • Carlisle                                                                          |
| Derbyshire              | High Peak • Derbyshire Dales • South Derbyshire • Erewash • Amber Valley • North East Derbyshire • Chesterfield • Bolsover                           |
| Devon                   | Exeter • East Devon • Mid Devon • North Devon • Torridge • West Devon • South Hams • Teignbridge                                                     |
| Dorset                  | Weymouth a Portland • West Dorset • North Dorset • Purbeck • East Dorset • Christchurch                                                              |
| Durham                  | Durham • Easington • Sedgefield • Teesdale • Wear Valley • Derwentside • Chester-le-Street                                                           |
| East Sussex             | Hastings • Rother • Wealden • Eastbourne • Lewes |
| Essex                   | Harlow • Epping Forest • Brentwood • Basildon • Castle Point • Rochford • Maldon • Chelmsford • Uttlesford • Braintree • Colchester • Tendring       |
| Gloucestershire         | Gloucester • Tewkesbury • Cheltenham • Cotswold • Stroud • Forest of Dean                                                                            |
| Hampshire               | Gosport • Fareham • Winchester • Havant • East Hampshire • Hart • Rushmoor • Basingstoke and Deane • Test Valley • Eastleigh • New Forest            |
| Hertfordshire           | Three Rivers • Watford • Hertsmere • Welwyn Hatfield • Broxbourne • East Hertfordshire • Stevenage • North Hertfordshire • St Albans • Dacorum       |
| Kent                    | Dartford • Gravesham • Sevenoaks • Tonbridge a Malling • Tunbridge Wells • Maidstone • Swale • Ashford • Shepway • Canterbury • Dover • Thanet       |
| Lancashire              | West Lancashire • Chorley • South Ribble • Fylde • Preston • Wyre • Lancaster • Ribble Valley • Pendle • Burnley • Rossendale • Hyndburn             |
| Leicestershire          | Charnwood • Melton • Harborough • Oadby and Wigston • Blaby • Hinckley and Bosworth • North West Leicestershire                                      |
| Lincolnshire            | Lincoln • North Kesteven • South Kesteven • South Holland • Boston • East Lindsey • West Lindsey                                                     |
| Norfolk                 | Norwich • South Norfolk • Great Yarmouth • Broadland • North Norfolk • King's Lynn and West Norfolk • Breckland                                      |
| Northamptonshire        | South Northamptonshire • Northampton • Daventry • Wellingborough • Kettering • Corby • East Northamptonshire                                         |
| Northumberland          | Blyth Valley • Wansbeck • Castle Morpeth • Tynedale • Alnwick • Berwick-upon-Tweed                                                                   |
| North Yorkshire         | Selby • Harrogate • Craven • Richmondshire • Hambleton • Ryedale • Scarborough                                                                       |
| Nottinghamshire         | Rushcliffe • Broxtowe • Ashfield • Gedling • Newark and Sherwood • Mansfield • Bassetlaw                                                             |
| Oxfordshire             | Oxford • Cherwell • South Oxfordshire • Vale of White Horse • West Oxfordshire                                                                       |
| Shropshire              | North Shropshire • Oswestry • Shrewsbury and Atcham • South Shropshire • Bridgnorth                                                                  |
| Somerset                | South Somerset • Taunton Deane • West Somerset • Sedgemoor • Mendip                                                                                  |
| Staffordshire           | Tamworth • Lichfield • Cannock Chase • South Staffordshire • Stafford • Newcastle-under-Lyme • Staffordshire Moorlands • East Staffordshire          |
| Suffolk                 | Ipswich • Suffolk Coastal • Waveney • Mid Suffolk • Babergh • St Edmundsbury • Forest Heath                                                          |
| Surrey                  | Spelthorne • Runnymede • Surrey Heath • Woking • Elmbridge • Guildford • Waverley • Mole Valley • Epsom and Ewell • Reigate and Banstead • Tandridge |
| Warwickshire            | North Warwickshire • Nuneaton and Bedworth • Rugby • Stratford-on-Avon • Warwick                                                                     |
| West Sussex             | Worthing • Arun • Chichester • Horsham • Crawley • Mid Sussex • Adur                                                                                 |
| Wiltshire               | Salisbury • West Wiltshire • Kennet • North Wiltshire                                                                                                |
| Worcestershire          | Worcester • Malvern Hills • Wyre Forest • Bromsgrove • Redditch • Wychavon                                                                           |